# Elijah Tana
Elijah Tana (né le 28 février 1975 à Chingola en Zambie) est un joueur de football international zambien, qui évoluait au poste de défenseur.

## Biographie

### Carrière en sélection
Avec l'équipe de Zambie, il joue 102 matchs (seulement 73 étant reconnus par la FIFA) entre 1995 et 2009. 
Il figure dans le groupe des sélectionnés lors des Coupes d'Afrique des nations de 2000, de 2002 et de 2006.
Il joue également 16 matchs comptant pour les tours préliminaires de la coupe du monde, lors des éditions 1998, 2002, 2006 et 2010.

## Palmarès
| Nchanga Rangers - Championnat de Zambie (1) : - Champion : 1998. - Coupe de Zambie : - Finaliste : 1996. |  | Al Merreikh - Coupe du Soudan (1) : - Vainqueur : 2007. |